# Dorian Babunski
Dorian Babunski (sinh ngày 29 tháng 8 năm 1996) là một cầu thủ bóng đá người Macedonia.

## Sự nghiệp câu lạc bộ
Dorian Babunski đã từng chơi cho Kagoshima United FC.